# فرودگاه ولوس آرمی
فرودگاه ولوس آرمی  (به انگلیسی: Volos Army Airport) یک فرودگاه است که یک باند فرود آسفالت دارد و طول باند آن ۱۲۰۰ متر است. این فرودگاه در شهر ولس کشور یونان قرار دارد و در ارتفاع ۳۸ متری از سطح دریا واقع شده است.